# Giacomo da Cerreto
Giacomo da Cerreto (Cerreto Sannita, ... – 1372) è stato un vescovo cattolico italiano.

## Biografia
Giacomo nacque a Cerreto Sannita ed era figlio di Giovanni Bartolomeo.
Nel 1349 era annoverato tra i canonici della cattedrale della Santa Croce di Telese.
Nello stesso anno fu consacrato vescovo di Vulturara da papa Clemente VI.
Nel 1353 fu assegnato alla diocesi di Telese o Cerreto.
Giacomo di Cerreto fu il primo vescovo che si trasferì da Telese a Cerreto a seguito della distruzione della sede vescovile causata dal sisma del 1349 e dalla conseguente fuoriuscita di vapori sulfurei che resero l'aria irrespirabile. Infatti, nel decreto di nomina del rettore della chiesa di Santa Maria in Puglianello, il vescovo scrisse che l'atto era stato firmato dalla sua residenza in Cerreto Sannita.
Sotto l'episcopato di Giacomo di Cerreto venne costruita la chiesa di San Leonardo che alla fine del XVI secolo divenne sede della Cattedrale di Cerreto Sannita. Sull'architrave della chiesa vi era infatti la scritta "Hoc opus fecit Meulus de Antonio anno domini 1361 Permittente Domino Iacobo de Cerrito episcopo Thelesino" (edificata da Meulus de Antonio nell'anno del Signore 1361 sotto il governo di Iacobo de Cerreto, vescovo telesino).